# Palicourea latifolia
Palicourea latifolia es una especie de planta con flor en la familia de las Rubiaceae. 
Es endémica de Perú, con recolecciones solo en el departamento de Huánuco donde se encuentra en los bosques a una altitud de 1500 a 3000 metros. 

## Taxonomía
Palicourea latifolia fue descrita por Johann Wilhelm Krause y publicado en Botanische Jahrbücher für Systematik, Pflanzengeschichte und Pflanzengeographie 40: 338, en el año 1908.